# CDU/CSU
CDU/CSU, também conhecido como Partidos da União (em alemão: Unionsparteien) ou a União (em alemão: Union), é uma aliança política formada por dois partidos democratas cristãos alemães: a União Democrata-Cristã (CDU) e a União Social-Cristã (CSU).
Ambos os partidos democratas cristãos partilham um grupo parlamentar comum no Bundestag conhecido como facção CDU/CSU (em alemão: CDU/CSU-Fraktion) ou facção da União (em alemão: Unionsfraktion). De acordo com o Direito Federal Eleitoral Alemão, os membros de um grupo parlamentar que partilham os mesmos objectivos políticos básicos não devem competir uns com os outros em nenhum estado federal. A CSU é apenas organizada e concorre eleições na Baviera, enquanto a CDU opera nos outros 15 estados da Alemanha. A CSU também reflecte as preocupações particulares da zona rural e possui um eleitorado maioritariamente católico.
Tanto a CDU como a CSU são membros do Partido Popular Europeu, da União Internacional Democrata e Internacional Democrata Centrista bem como partilham uma organização juvenil comum, a União Jovem. Ambos partidos se sentam no Grupo do Partido Popular Europeu no Parlamento Europeu.

## Resultados eleitorais

### Eleições legislativas
| Data | CI. | Votos      | %            | +/-  | Deputados | +/-     | Status    |
| ---- | --- | ---------- | ------------ | ---- | --------- | ------- | --------- |
| 1949 | 1.º | 7 359 084  | 31,0 / 100,0 |      | 139 / 402 |         | Governo   |
| 1953 | 1.º | 12 443 981 | 45,2 / 100,0 | 14,2 | 249 / 509 | 101     | Governo   |
| 1957 | 1.º | 15 008 399 | 50,2 / 100,0 | 5,0  | 277 / 519 | 28      | Governo   |
| 1961 | 1.º | 14 298 372 | 45,4 / 100,0 | 4,8  | 251 / 521 | 26      | Governo   |
| 1965 | 1.º | 15 524 068 | 47,6 / 100,0 | 2,2  | 251 / 518 | Estável | Governo   |
| 1969 | 1.º | 15 195 187 | 46,1 / 100,0 | 1,5  | 250 / 518 | 1       | Oposição  |
| 1972 | 2.º | 16 806 650 | 44,9 / 100,0 | 1,2  | 234 / 518 | 16      | Oposição  |
| 1976 | 1.º | 18 394 801 | 48,6 / 100,0 | 3,7  | 254 / 518 | 20      | Oposição  |
| 1980 | 1.º | 16 897 659 | 44,5 / 100,0 | 4,1  | 237 / 519 | 17      | Oposição  |
| 1983 | 1.º | 18 998 545 | 48,7 / 100,0 | 4,2  | 255 / 520 | 18      | Governo   |
| 1987 | 1.º | 16 761 572 | 44,2 / 100,0 | 4,5  | 234 / 519 | 21      | Governo   |
| 1990 | 1.º | 20 358 096 | 43,8 / 100,0 | 0,4  | 319 / 662 | 85      | Governo   |
| 1994 | 1.º | 19 517 156 | 41,5 / 100,0 | 2,3  | 294 / 672 | 25      | Governo   |
| 1998 | 2.º | 17 329 388 | 35,2 / 100,0 | 6,3  | 245 / 669 | 49      | Oposição  |
| 2002 | 2.º | 18 482 641 | 38,5 / 100,0 | 3,0  | 248 / 603 | 3       | Oposição  |
| 2005 | 1.º | 16 663 049 | 35,2 / 100,0 | 3,3  | 226 / 614 | 22      | Governo   |
| 2009 | 1.º | 14 658 515 | 33,8 / 100,0 | 1,4  | 239 / 622 | 13      | Governo   |
| 2013 | 1.º | 18 165 446 | 41,5 / 100,0 | 7,7  | 311 / 631 | 72      | Governo   |
| 2017 | 1.º | 15 315 576 | 33,0 / 100,0 | 8,5  | 246 / 709 | 65      | Governo   |
| 2021 | 2.º | 11,178,298 | 24,1 / 100,0 | 8,9  | 196 / 735 | 50      | Oposição  |
| 2025 | 1.º | 14,158,432 | 28,5 / 100,0 | 4,4  | 208 / 630 | 11      | A Definir |

### Eleições europeias
| Data | CI. | Votos      | %             | +/- | Deputados | +/- |
| ---- | --- | ---------- | ------------- | --- | --------- | --- |
| 1979 | 1.º | 13 700 205 | 49,2 / 100,0  |     | 42 / 81   |     |
| 1984 | 1.º | 11 417 541 | 46,0 / 100,0  | 3,2 | 41 / 81   | 1   |
| 1989 | 1.º | 10 659 123 | 37,8 / 100,0  | 8,2 | 32 / 81   | 9   |
| 1994 | 1.º | 13 739 447 | 38,8 / 100,0  | 1,0 | 47 / 99   | 15  |
| 1999 | 1.º | 13 168 231 | 48,7 / 100,0  | 9,9 | 53 / 99   | 6   |
| 2004 | 1.º | 11 475 573 | 44,5 / 100,0  | 4,2 | 49 / 99   | 4   |
| 2009 | 1.º | 9 968 153  | 37,9 / 100,0  | 6,6 | 42 / 99   | 7   |
| 2014 | 1.º | 10 380 101 | 35,4 / 100,0  | 2,5 | 34 / 96   | 8   |
| 2019 | 1.º | 10,794,042 | 28,86 / 100,0 | 6,4 | 29 / 96   | 5   |